# آخر وصايا أوسكار وايلد (رواية)
آخر وصايا أوسكار وايلد (بالإنجليزية:  The Last Testament of Oscar Wilde)‏ هي رواية للكاتب الإنجليزي بيتر أكرويد، نشرت عام 1983، لأول مرة عن دار نشر هاميش هاملتون.